# Манхва
Манхва (кор. 만화 МФА: [manɦwa], мангва) — корейські комікси. Термін означає і анімаційні мультфільми, карикатуру, а за межами Кореї зазвичай вживається для позначення виключно корейських коміксів.
Манхва відрізняється від японської манґи своїм унікальним стилем малювання та сюжетними рішеннями. Основна відмінність полягає в тому, що Манхва частіше за все має кольорове виконання, порівняно із звичайною чорно-білою манґою. 
Манхва відома своїм використанням яскравих кольорів. Використання кольору додає життєвості та емоційної насиченості до історій. Кожен персонаж, кожен кадр в Манхві майстерно втілюється за допомогою широкої палітрі кольорів, що робить комікси візуально привабливими та виразними.

## Загальна інформація
Корейська манхва дуже схожа на японську манґу і китайську маньхву. Вони мають багато спільних рис, але кожна має власні особливості — текст і графіка узгоджуються з культурою та історією відповідних країн. Манхва перебувала під впливом тяжкої новітньої історії Кореї, це вплинуло на різноманіття форм і жанрів. Відштовхуючись від основної течії, що копіює особливості манґи, манхва розвинулася до авторських міні-історій, графічно орієнтованих робіт і манхва-серіалів, які розповсюджуються через інтернет. На даний момент довгі серіали інтернет-манхва на спеціальних порталах (наприклад Media Daum [Архівовано 28 липня 2011 у Wayback Machine.]) і особистих сторінках є популярним ресурсом серед молодого покоління Південної Кореї та світу.
Під манхва зазвичай маються на увазі комікси Південної Кореї, проте існують і комікси Північної Кореї.
Манхва читається в тому ж напрямку, що і книги українською мовою — горизонтально зліва направо, тому що текст на хангиль зазвичай так і пишеться, хоча іноді він може бути записаний так само як японський і китайський — вертикально справа наліво. Обидва варіанти читаються зверху вниз.
На відміну від Японії, анімація, заснована на манхва, в Республіці Кореї все ще рідкісна (кілька помітних хітів в кінці 80-х і початку 90-х — Dooly the Little Dinosaur і Fly! Superboard Fly! Superboard. Однак, манхва в останні роки часто екранізується в телесеріали і фільми: Full House (2004) і Goong (2006) — приклади кращих телесеріалів такого роду за останній час.

## Класифікація манхви
- Мьоннан манхва (кор. 명랑만화 (明朗漫畵), англ. Myeongrang manhwa) — еквівалент кодомо або гумористичної манги для будь-якого віку.
- Соньон манхва (кор. 소년만화 (少年漫畵), англ. Sonyeon manhwa) — еквівалент шьонена.
- Сунджон манхва (кор. 순정만화 (純情漫畵), англ. Sunjeong manhwa) — еквівалент шьоджьо (букв .: про чисті почуття).
- Чхонньон манхва (кор. 청년만화 (青年漫畵), англ. Cheongnyeon manhwa) — еквівалент сейнена.
- Манмун манхва (кор. 만문만화 (滿文漫畵), англ. Manmun manhwa)
- Ттакчі манхва (кор. 딱지만화, англ. Ttakji manhwa) — пригодницька манхва, в якій сюжет розвивається на заході.

## Південнокорейські видавці манхви
- Daiwon CI [3]
- Haksan Publishing
- Seoul Culture Corporation
- Comics Today
- eComiX
- GCK Book
- Kkonnim
- Middle House
- Ruvall Books
- Samyang Publishing
- Sigongsa

## Видавці манхва на інших мовах

### Англійська
- AD Vision
- Chuang Yi
- CMX
- CPM Manga
- DramaQueen
- ICEkunion
- Infinity Studios
- NETCOMICS
- TOKYOPOP
- Dark Horse Comics

### Іспанська
- La Cúpula
- Norma Editorial

### Португальська
- Conrad Editora
- Lumus Editora

### Російська
- фабрика коміксів
- Комікс-Арт
- Істар комікс [4]
- Alt Graph

### Французька
- Éditions Tokebi
- Saphira
- Kana
- Pika Édition
- Génération comics
- Asuka
- Soleil
- bdpaquet
- Casterman

### Японська
- Ohzora Publishing
- Shinchosha
- Shogakukan
- Square Enix

### Українська
- Mimir Media

## Відомі найменування
- The Breaker (укр. «Руйнівник»)
- Наречена річкового бога
- Model
- Кафе «Таро»
- Щоденник демона
- Повелитель привидів (Blade of the Phantom Master)
- Наречена диявола
- Йоу в квадраті
- Redrum 327
- Місячний хлопчик
- Лицар Королеви
- Палаюче пекло
- Мисливець на відьм
- Юна Королева Джун
- Masca
- Evyione
- Noblesse (укр. «Дворянство»)
- Час Героїв: Вітер Солт (Юн Он Сик)
- Killing Stalking (Вбити сталкера)
- Тільки я візьму новий рівень
- Omniscient Reader's Viewpoint (Точка зору всезнаючого читача)

### Інформаційні сайти про манхва
- «Розуміння манхва»: історія, культура, рекомендації [Архівовано 15 квітня 2021 у Wayback Machine.](англ.)
- Колекція манхва (마왕 일기)(кор.)

### Студії
- Спільнота анімації і коміксів Кореї [Архівовано 7 серпня 2020 у Wayback Machine.](кор.)
- Анімаційний центр Сеула [Архівовано 18 квітня 2021 у Wayback Machine.](кор.)